# HD 78676
HD 78676，又名CD-26 6766，SAO 177022、HR 3637，是一颗恒星，视星等为6.15，位于銀經253.46，銀緯14.05，其B1900.0坐标为赤經9h 4m 22.4s，赤緯-26° 14.05′ 47″。